# خربة أم خشرم
خربة أم خشرم هي أحد القرى والخرب المهجرة في محافظة الخليل جنوب الضفة الغربية بعد حرب 1948، وهي من أراضي دورا ضمن الحوض الطبيعي رقم (48).
تقع إلى الغرب من بيت مرسم وإلى الجنوب الغربي لمدينة دورا، وغرب مدينة الخليل.

## السكان
خالية من السكان ولا زالت بعض الشواهد قائمة مثل مسجد صغير وبقايا منازل ومرافق أخرى.
تزرع فيها جميع المحاصيل والأشجار المثمرة، بها سهول وتلال مطلة على منطقة النقب في الداخل.

## المواقع الأثرية
تحوي آثار كثيرة وهي خربة أثرية مقامة على أنقاض مباني قديمة تعود إلى حقب وأزمان مختلفة وتكثر فيها أساسات الأبنية والمغارات وآبار النبع والجمع المحفورة في الصخور التي ما زالت موجودة لغاية الآن.